# Soldados amaldiçoados
Os "Soldados Amaldiçoados" (também conhecidos como "Soldados Condenados", ou "Soldados Malditos"; (em polonês/polaco:  żołnierze wyklęci) ou "Soldados Indomáveis" (em polonês/polaco:  żołnierze niezłomni)  compreendia um conjunto heterogêneo de movimentos de resistência polacos antissoviéticos e anticomunistas formados nas fases posteriores da Segunda Guerra Mundial e no seu rescaldo por membros do Estado Secreto Polaco. Os termos acima, introduzidos no início da década de 1990, refletem a posição de muitos dos Soldados Obstinados.
As organizações clandestinas continuaram a sua luta armada contra o regime comunista da Polônia até boa parte da década de 1950. A guerra de guerrilha incluiu ataques contra prisões e escritórios de segurança do Estado polonês, centros de detenção para presos políticos e campos de concentração que haviam sido montados em todo o país. A maioria dos grupos anticomunistas polacos deixaram de existir no final da década de 1950, quando foram caçados por agentes do Ministério da Segurança Pública Polonês e do NKVD soviético. O último "soldado amaldiçoado" conhecido, Józef Franczak, foi morto em uma emboscada em 1963.
As organizações de resistência anticomunista polonesas mais conhecidas que operam na Polônia stalinista incluíam a Liberdade e a Independência (Wolność i Niezawisłość, WIN), as Forças Armadas Nacionais (Narodowe Siły Zbrojne, NSZ), a União Militar Nacional (Narodowe Zjednoczenie Wojskowe, NZW), o Exército Secreto Polonês (Konspiracyjne Wojsko Polskie, KWP), a Resistência do Exército da Pátria (Ruch Oporu Armii Krajowej, ROAK), o Exército da Pátria dos Cidadãos (Armia Krajowa Obywatelska, AKO), NIE (abreviação de Niepodległość), as Forças Armadas Delegação para a Polônia (Delegatura Sił Zbrojnych na Kraj) e Liberdade e Justiça (Wolność i Sprawiedliwość, WiS).
Insurreições anticomunistas semelhantes ocorreram noutros países da Europa Central.
As operações dos "soldados amaldiçoados" suscitaram controvérsia sobre o grau de envolvimento dos combatentes individuais ou das suas unidades em crimes de guerra contra judeus ou outras minorias étnicas em solo polaco ou contra civis em geral. As respostas comuns a tais acusações incluem que as acusações foram parcial ou totalmente fabricadas como propaganda comunista para desacreditar os soldados, ou que quaisquer vítimas genuínas foram mortas devido ao seu envolvimento ou cooperação com as autoridades comunistas e que a sua etnia tinha pouco ou nenhum influenciando sua morte.

## Contexto histórico

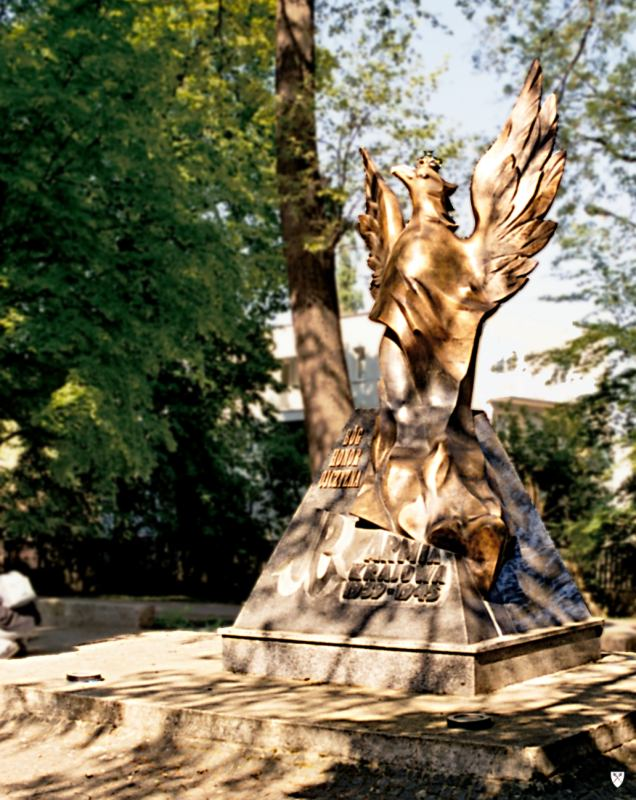
Monumento ao Armia Krajowa em Sopot, Polônia

No verão de 1944, enquanto as forças soviéticas que lutavam contra a Alemanha Nazista avançavam para a Polônia, a URSS estabeleceu um regime fantoche provisório da Polônia denominado Comitê Polonês de Libertação Nacional. O novo regime estava ciente de que a Resistência Polaca (cujo componente principal era o Armia Krajowa ou Exército da Pátria) e o Estado Secreto leal ao governo polaco no exílio teriam de ser destruídos antes de poderem obter o controlo total sobre a Polônia. Władysław Gomułka, futuro secretário-geral do Partido Operário Unificado Polaco, disse que "os soldados do Armia Krajowa (AK) são um elemento hostil que deve ser removido sem piedade". Outro comunista proeminente, Roman Zambrowski, disse que o AK tinha que ser “exterminado”.
O Armia Krajowa foi oficialmente dissolvido em 19 de janeiro de 1945 para evitar um conflito armado com o Exército Vermelho e a crescente ameaça de guerra civil sobre a soberania da Polónia. No entanto, muitas unidades de resistência decidiram continuar a sua luta pela independência polaca, considerando as forças soviéticas como novos ocupantes. Os guerrilheiros soviéticos na Polônia já haviam recebido ordens de Moscou em 22 de junho de 1943 para enfrentar os guerrilheiros poloneses em combate.
De acordo com a crítica de Marek Jan Chodakiewicz do livro Sowjetische Partisanen de Bogdan Musial, "o estudo de Musial sugere que os soviéticos raramente atacaram alvos militares e policiais alemães. Eles preferiram atacar as forças de autodefesa bielorrussas e polonesas, mal armadas e treinadas. Os guerrilheiros soviéticos incendiaram e destruíram propriedades rurais polacas com muito mais frequência do que explodiram transportes militares e atacaram outros alvos difíceis." As principais forças do Exército Vermelho (o Grupo de Forças do Norte) e o NKVD começaram a conduzir operações contra o Exército da Pátria (Armia Krajowa, AK) durante e logo após o lançamento da Operação Tempest, o esforço da resistência polonesa para tomar o controle. de cidades e áreas ocupadas pelos alemães enquanto estes preparavam as suas defesas contra o avanço dos soviéticos. O líder soviético Josef Stalin planejou garantir que uma Polônia independente nunca ressurgiria no período pós-guerra.

### Formação do subterrâneo anticomunista

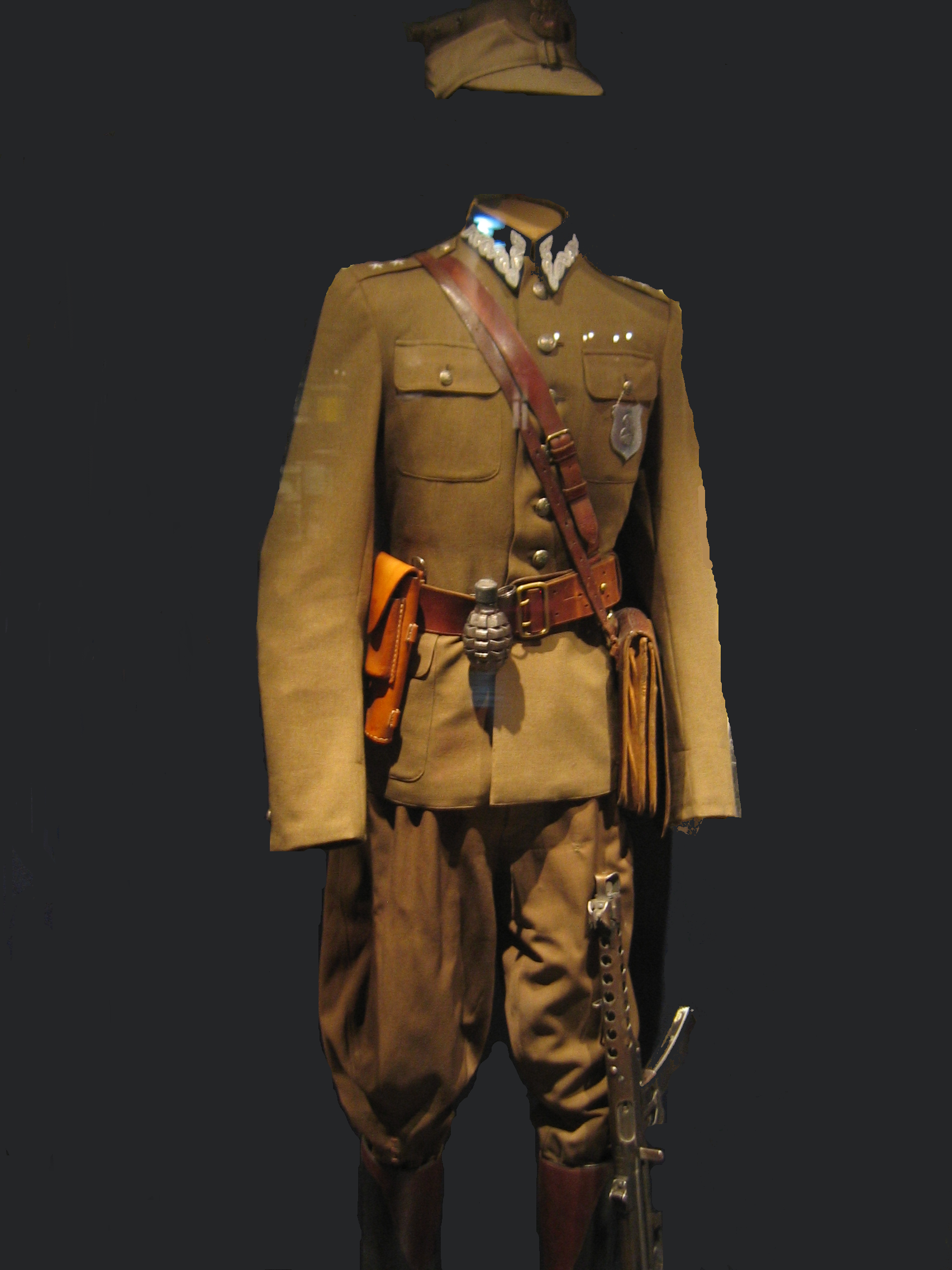
Uniforme de um lutador anticomunista polonês, com distintivo no peito exibindo a imagem da Madona Negra de Częstochowa

A primeira estrutura do AK projetada principalmente para lidar com a ameaça soviética foi a NIE (abreviação de niepodległość "independência", e também significando "não"), formada em meados de 1943. O objetivo do NIE era observar e realizar espionagem enquanto o governo polaco no exílio decidia como lidar com os soviéticos, em vez de entrar em combate. Naquela altura, o governo exilado ainda acreditava que as negociações poderiam resultar numa solução que conduzisse à independência da Polônia no pós-guerra.
Em 7 de maio de 1945, a NIE foi dissolvida e transformada na Delegatura Sił Zbrojnych na Kraj ("Delegação das Forças Armadas para a Pátria"). Esta organização durou apenas até 8 de agosto de 1945, quando foi tomada a decisão de dissolvê-la e acabar com a resistência partidária em território polaco.
Em março de 1945, um julgamento encenado de 16 líderes do Estado Secreto Polonês, que haviam sido capturados e presos pela União Soviética, ocorreu em Moscou (o Julgamento dos Dezesseis). O Delegado do Governo, juntamente com a maioria dos membros do Conselho de Unidade Nacional e o Comandante-em-Chefe do Exército Krajowa, foram convidados pelo general soviético Ivan Serov, com o acordo de Josef Stalin, para uma conferência sobre a sua eventual entrada no Governo Provisório apoiado pela União Soviética. Foi-lhes apresentado um mandado de segurança, mas o NKVD prendeu-os em Pruszków nos dias 27 e 28 de março. Leopold Okulicki, Jan Stanisław Jankowski e Kazimierz Pużak foram presos em 27 de março, e mais 12 no dia seguinte. Alexander Zwierzynski já havia sido detido anteriormente. Todos foram levados para a prisão de Lubyanka, em Moscou, para interrogatório antes do julgamento. Após vários meses de interrogatórios brutais e tortura, foram acusados de falsas acusações de “colaboração com a Alemanha Nazista” e de “planejamento de uma aliança militar com a Alemanha Nazista”.
O Comitê Polonês de Libertação Nacional recusou jurisdição sobre antigos soldados do AK. Consequentemente, durante mais de um ano, agências soviéticas como a NKVD lidaram com o AK. No final da guerra, aproximadamente 60.000 soldados do AK foram presos e 50.000 deles foram deportados para as prisões e campos de prisioneiros da União Soviética. A maioria desses soldados foi capturada pelos soviéticos durante ou após a Operação Tempestade, quando muitas unidades do AK tentaram cooperar com o Exército Vermelho durante a sua revolta nacional contra os alemães.
Outros veteranos foram presos quando abordaram as autoridades comunistas após terem sido prometidos anistia. Em 1947, o regime da República Popular da Polônia proclamou uma anistia para a maioria dos combatentes da resistência durante a guerra. As autoridades esperavam que cerca de 12 mil pessoas entregassem as armas, mas o número total de guerrilheiros que saíram das florestas acabou por chegar a 53 mil. Muitos deles foram presos apesar das promessas de liberdade. Depois de repetidas promessas quebradas durante os primeiros anos de regime comunista, os antigos membros do AK recusaram-se a confiar no governo.
Depois que a Delegatura Sił Zbrojnych na Kraj ("Delegação das Forças Armadas para a Pátria") foi dissolvida, outra organização de resistência pós-AK foi formada, chamada Wolność i Niezawisłość ("Liberdade e Soberania"). Wolność i Niezawisłość (WiN) estava mais preocupado em ajudar os ex-soldados do AK a fazer a transição da vida de guerrilheiros para a de civis, em vez de qualquer tipo de combate. O sigilo e a conspiração contínuos eram necessários à luz da crescente perseguição aos veteranos do AK pelo regime comunista. No entanto, a WiN necessitava muito de fundos para pagar documentos falsos e fornecer recursos aos guerrilheiros, muitos dos quais tinham perdido as suas casas e todas as poupanças de vidas na guerra. Vistos como inimigos do Estado, carentes de recursos e com uma facção vocal que defendia a resistência armada contra os soviéticos e os seus representantes polacos, os WiN estavam longe de ser eficientes. Uma vitória significativa para o NKVD e para a recém-criada polícia secreta polaca, Urząd Bezpieczeństwa (UB), ocorreu na segunda metade de 1945, quando convenceram vários líderes do WiN de que queriam verdadeiramente oferecer amnistia aos membros do AK. Em poucos meses, as informações recolhidas pelas autoridades levaram a mais milhares de detenções. O período primário de atividade WiN durou até 1947. A organização finalmente se desfez em 1952.

### Perseguição

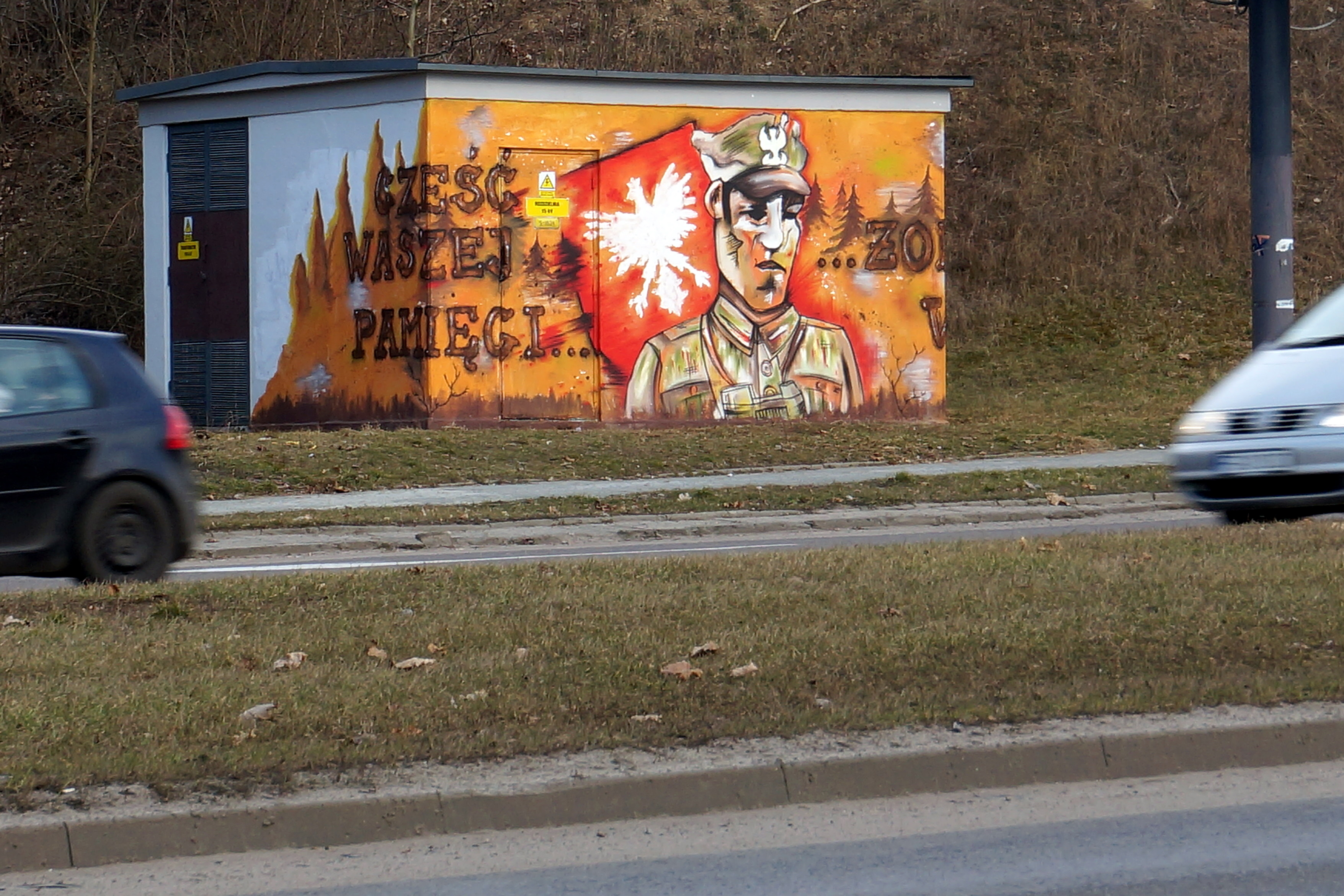
Mural comemorativo dos “Soldados Amaldiçoados” em Gorzów Wielkopolski

O NKVD e o UB usaram força bruta e engano para eliminar a oposição clandestina. No outono de 1946, um grupo de 100-200 "soldados amaldiçoados" de Narodowe Siły Zbrojne (Forças Armadas Nacionais, NSZ) foi atraído para uma armadilha e massacrado. Em 1947, o coronel Julia ("Bloody Luna") Brystiger, do Ministério polonês de Segurança Pública, proclamou em um briefing de segurança que: " [ o ] terrorista e o submundo político" havia deixado de ser uma força ameaçadora para o UB, embora o " inimigo de classe" nas universidades, escritórios e fábricas ainda precisava ser "descoberto e neutralizado".
A perseguição aos membros do AK foi apenas um aspecto do reinado do terror estalinista na Polônia do pós-guerra. No período de 1944 a 1956, pelo menos 300 mil civis polacos foram presos. Algumas fontes afirmam números de até dois milhões de presos. Aproximadamente 6.000 sentenças de morte foram emitidas, e a maioria delas foi executada. É provável que mais de 20.000 pessoas tenham morrido nas prisões comunistas, incluindo aqueles executados "na majestade da lei", como Witold Pilecki, um herói de Auschwitz.
Outros seis milhões de cidadãos polacos (ou seja, um em cada três polacos adultos) foram classificados como suspeitos de serem membros de um “elemento reacionário ou criminoso” e sujeitos a investigação por agências estatais. Durante o Outubro Polaco de 1956, uma amnistia política libertou 35.000 ex-soldados do AK das prisões. Mas alguns guerrilheiros permaneceram em serviço, não querendo ou simplesmente não podendo voltar a juntar-se à comunidade civil. O amaldiçoado soldado Stanisław Marchewka "Ryba" ("O Peixe") foi morto em 1957, e o último partidário do AK, Józef Franczak "Lalek" ("Doller"), foi morto em 1963 - quase duas décadas após o fim da Segunda Guerra Mundial. . Em 1967, muito depois da abolição do terror stalinista, Adam Boryczka, o último membro do grupo de inteligência e apoio de elite Cichociemny ("Os Silenciosos e Ocultos") de elite, foi finalmente libertado da prisão. Até o fim da República Popular da Polônia, os ex-soldados do AK estavam sob constante investigação da polícia secreta. Foi apenas em 1989, após a queda do comunismo, que as condenações dos soldados do AK foram finalmente declaradas inválidas e anuladas pela lei polaca.

## As maiores operações e ações
A maior batalha da história da União Militar Nacional (Narodowe Zjednoczenie Wojskowe, NZW) ocorreu de 6 a 7 de maio de 1945, na aldeia de Kuryłówka, no sudeste da Polônia. Na Batalha de Kuryłówka, os guerrilheiros lutaram contra o 2º Regimento de Fronteira soviético do NKVD, obtendo uma vitória para as forças subterrâneas comandadas pelo Major Franciszek Przysiężniak ("Marek"). Os combatentes anticomunistas mataram até 70 agentes soviéticos. As tropas do NKVD recuaram às pressas, apenas para retornar à aldeia mais tarde e incendiá-la em retaliação, destruindo mais de 730 edifícios.
Em 21 de maio de 1945, uma unidade AK fortemente armada, liderada pelo coronel Edward Wasilewski, atacou e destruiu o campo do NKVD localizado em Rembertów, na periferia leste de Varsóvia. Os soviéticos encarceraram centenas de cidadãos poloneses lá, incluindo membros do Armia Krajowa.

### Pacificação
Uma das maiores operações antipartidárias levadas a cabo pelas autoridades comunistas ocorreu de 10 a 25 de junho de 1945, nas regiões de Suwałki e Augustów, na Polônia, e arredores. A "Rodada de Augustów" (em polonês/polaco:  Obława augustowska) foi uma operação conjunta do Exército Vermelho, do NKVD soviético e dos batalhões SMERSH, com a assistência de unidades polonesas UB e LWP, contra combatentes da resistência Armia Krajowa. A operação estendeu-se ao território da Lituânia ocupada. Mais de 2.000 supostos combatentes polacos anticomunistas foram capturados e detidos em campos de internamento soviéticos. Presume-se que cerca de 600 dos "desaparecidos de Augustów" morreram sob custódia soviética, com seus corpos enterrados em valas comuns desconhecidas no atual território da Rússia. O Instituto Polonês de Memória Nacional declarou que a operação de agosto de 1945 foi "o maior crime cometido pelos soviéticos em terras polonesas após a Segunda Guerra Mundial".

## Organizações de resistência anticomunista
Entre as organizações clandestinas polacas mais conhecidas, envolvidas na guerra de guerrilha estavam:
1. Wolność i Niezawisłość ("Liberdade e Independência", WIN) fundada em 2 de setembro de 1945, ativa até 1952.
2. Narodowe Siły Zbrojne ("Forças Armadas Nacionais", NSZ) criado em 20 de setembro de 1942, dividido em março de 1944.
3. Narodowe Zjednoczenie Wojskowe ("União Militar Nacional", NZW) fundada em meados da década de 1940, ativa até meados da década de 1950.
4. Konspiracyjne Wojsko Polskie ("Exército Secreto Polonês", KWP) que existiu de abril de 1945 até 1954.
5. Ruch Oporu Armii Krajowej ("Resistência do Exército da Pátria", ROAK) foi formado em 1944 contra colaboradores do UB.
6. Armia Krajowa Obywatelska ("Exército da Pátria dos Cidadãos", AKO) fundada em fevereiro de 1945, incorporada à Wolność i Niezawisłość em 1945.
7. NIE ("NÃO") formada em 1943, ativa até 7 de maio de 1945.
8. Delegatura Sił Zbrojnych na Kraj ("Delegação das Forças Polonesas em Casa") formada em 7 de maio de 1945, dissolvida em 8 de agosto de 1945.
9. Wolność i Sprawiedliwość ("Liberdade e Justiça", WIS) fundada no início dos anos 1950.

## Eventos
- Batalha de Kuryłówka
- Resumo de Augustów (em polonês/polaco:  Obława augustowska)
- Ataque ao acampamento do NKVD em Rembertów
- Execuções na prisão de Mokotow em 1951
- Incursão na prisão de Kielce

## Membros notáveis
A lista a seguir (em sua maior parte), foi retirada do livro Not Only Katyń (Nie tylko Katyń) de Ireneusz Sewastianowicz e Stanisław Kulikowski (Białostockie Wydawn. Prasowe, 1990); Parte 10: "Os desaparecidos de Augustow", compilado pelo Comitê de Cidadãos para Busca de Habitantes da Região de Suwałki que Desapareceram em julho de 1945 (Obywatelski Komitet Poszukiwań Mieszkańców Suwalszczyzny Zaginionych w Lipcu 1945 r., em polonês).
| - Józef Batory (noms de guerre, "Argus" e "Wojtek") - Stefan Bembiński ("Harnaś") - Marian Bernaciak ("Orlik" e "Dymek") - Ksawery Błasiak ("Albert") - Franciszek Błażej ("Roman", "Bogusław", e "Tadeusz") - Stanisław Bogdanowicz ("Tom") - Janusz Bokszczanin ("Sęk") - Stefan Bronowski ("Roman") - Zdzisław Broński ("Uskok") - Izydor Bukowski ("Burza") - Karol Chmiel ("Grom" e "Zygmunt") - Kazimierz Chmielowski ("Rekin") - Łukasz Ciepliński ("Pług" e "Ostrowski") - Tadeusz Danilewicz ("Kuba", "Doman", "Kossak", e "Łoziński") - Hieronim Dekutowski ("Zapora") - Jan Karol Dubaniowski ("Salwa") - Władysław Dubielak ("Myśliwy") - Emil August Fieldorf ("Nil") - Henryk Flame ("Bartek" e "Grot") - Józef Franczak ("Lalek") - Henryk Glapiński ("Klinga") - Eugeniusz Godlewski ("Topór") - Antoni Heda ("Szary") - Tadeusz Jachimek ("Ninka") - Franciszek Jerzy Jaskulski ("Zagończyk") - Henryk Jóźwiak ("Groźny") - Kazimierz Kamieński ("Huzar") - Stanisław Kasznica ("Wąsowski", "Przepona", e "Wąsal") - Mieczysław Kawalec ("Iza", "Psarski", e "Bronek") - Jan Kempiński ("Błysk") - Stefan Kobos ("Wrzos") - Jan Kosowski ("Ciborski") - Karol Kazimierz Kostecki ("Kostek") - Jan Kłyś ("Kłyś") - Michał Krupa ("Wierzba" e "Pulkownik") - Aleksander Krzyżanowski ("Wilk") - Ludwik Kubik ("Alfred", "Julian", e "Lucjan") - Józef Kuraś ("Ogień") - Adam Kusz ("Garbaty") - Władysław Kuśmierczyk ("Longinus") - Wincenty Kwieciński ("Głóg") - Adam Lazarowicz ("Klamra", "Pomorski", "Kleszcz", e "Zygmunt") - Henryk Lewczuk ("Młot") - Władysław Liniarski ("Mścisław", "Wuj", e "Jan") - Stanisław Łukasik ("Ryś") - Władysław Łukasiuk ("Młot") - Józef Maciołek ("Żuraw", "Kazimierz", "Marian", e "Roch") - Jan Marawca ("Remiusz") - Stanisław Marchewka ("Ryba") - Józef Marcinkowski ("Łysy") Lucjan Minkiewicz ("Wiktor") - Kazimierz Mirecki ("Zmuda") - Lech Neyman ("Domarat") - Mieczysław Niedzielski ("Men" e "Grot") - Franciszek Niepokólczycki ("Szubert") - Wiktor Zacheusz Nowowiejski ("Jeż") - Antoni Olechnowicz ("Lawicz", "Pohorecki") - Mieczysław Pazderski ("Szary") - Stanisław Pelczer ("Majka") - Witold Pilecki ("Witold") - Franciszek Przysiężniak ("Ojciec Jan") - Romuald Rajs ("Bury") - Albin Rak ("Lesiński") - Józef Ramatowski ("Rawicz") - Wacław Rejmak ("Ostoja") - Zygmunt Rogalski ("Kacper") - Jan Rogólka ("Grot") - Kazimierz Rolewicz ("Kama", "Ira", "Oko", "Mila", "Olgierd", "Zbyszek", e "Solski") - Lechosław Roszkowski ("Tomasz") - Józef Rybicki ("Mestwin") - Aleksander Rybnik ("Jerzy" e "Dziki") - Józef Rządzki ("Boryna") - Józef Rzepka ("Krzysztof" e "Znicz") - Antoni Sanojca ("Kortum") - Stanisław Sędziak ("Wiatr" e "Warta") - Danuta Siedzikówna ("Inka") - Stanisław Sojczyński ("Warszyc") - Władysław Stefanowski ("Grom") - Stanisław Szacoń ("Szacun") - Jan Szczurek-Cergowski ("Sławbor") - Zygmunt Szendzielarz ("Łupaszko") - Teodor Śmiałowski ("Szumny", "Grom", e "Cichy") - Franciszek Andrulewicz, sua irmã Janina e seu primo Witold também foram assassinados; a família já havia perdido pelo menos um parente nas mãos dos nazistas. - Jan Tabortowski ("Bruzda") - Edward Taraszkiewicz ("Żelazny") - Leon Taraszkiewicz ("Jastrząb") - Walerian Tumanowicz ("Jagodziński") - Edmund Tudruj ("Mundek") - Eugeniusz Walewski ("Zemsta") - Józef Zadzierski ("Wołyniak") - Jerzy Zakulski ("Czarny Mecenas") - Wacław Grabowski ("Puszczyk") - Mieczysław Dziemieszkiewicz ("Rój") - Witold Pilecki ("Witold") - August Emil Fieldorf ("Nil") - Aleksander Krzyzanowski ("Wilk") - Zygmunt Szendzielarz ("Łupaszko") - Marian Bernaciak ("Orlik") - Lt. Józef Kuraś ("Ogień": "Fire") - Col. Franciszek Niepokólczycki ("Teodor") - Danuta Siedzikówna ("Inka") - Henryk Flame ("Bartek") - Władysław Łukasiuk ("Młot": "Hammer") - Józef Franczak ("Lalek") - Łukasz Ciepliński ("Ludwik") - Wacław Lipiński ("Aleksander") - Mieczysław Dziemieszkiewicz ("Rój") |

## Galeria

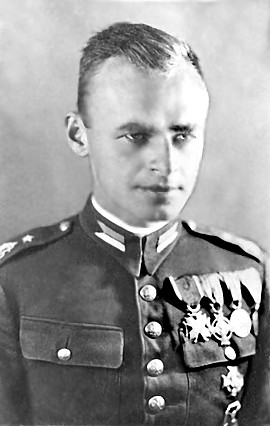
Witold Pilecki ("Witold")
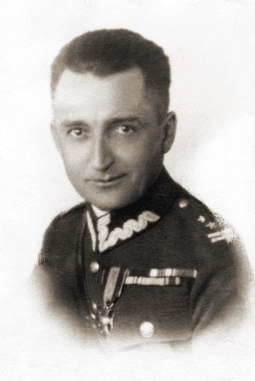
August Emil Fieldorf ("Nil")
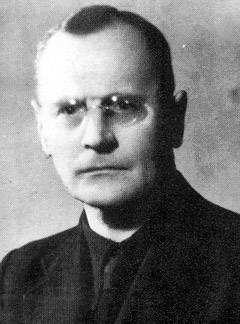
Aleksander Krzyzanowski ("Wilk")
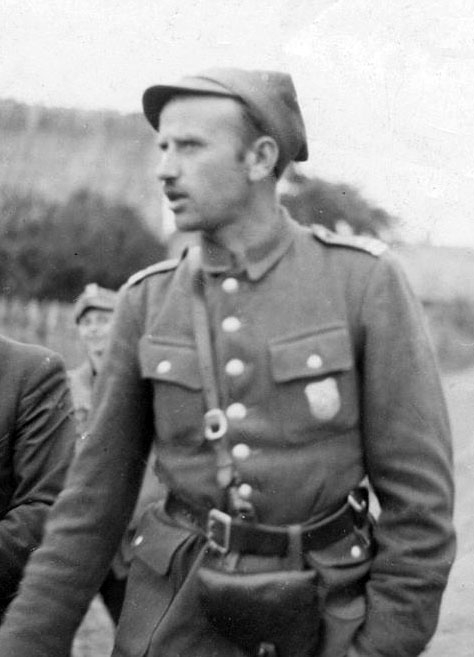
Zygmunt Szendzielarz ("Łupaszko")
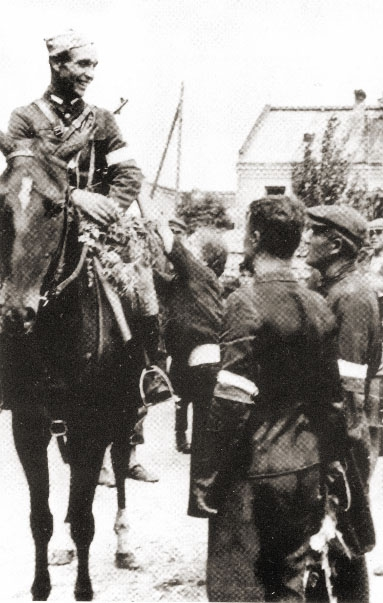
Marian Bernaciak ("Orlik")
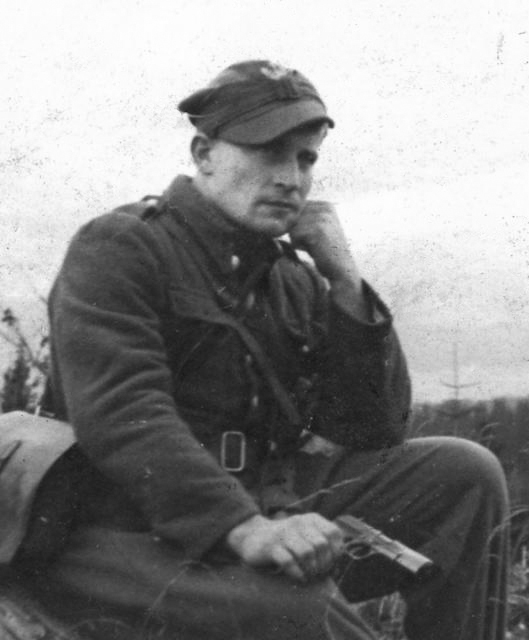
Lt. Józef Kuraś ("Ogień": "Fire")
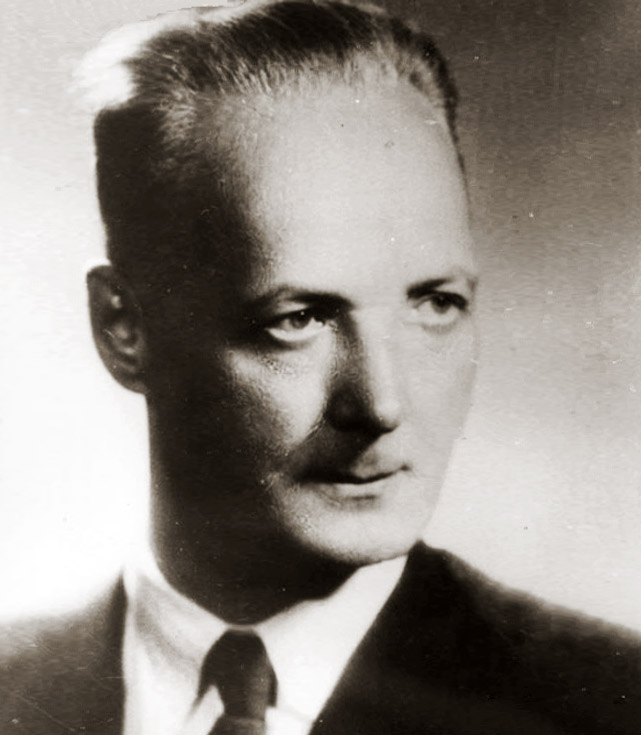
Col. Franciszek Niepokólczycki ("Teodor")
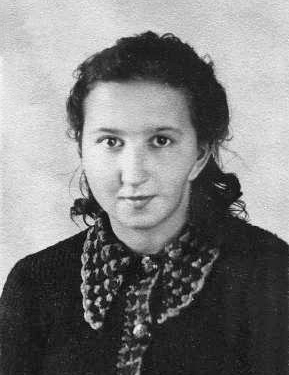
Danuta Siedzikówna ("Inka")
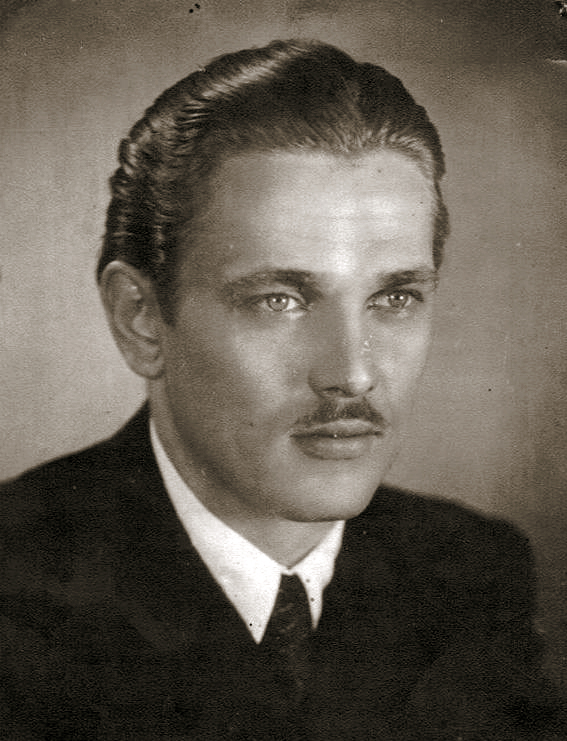
Henryk Flame ("Bartek")
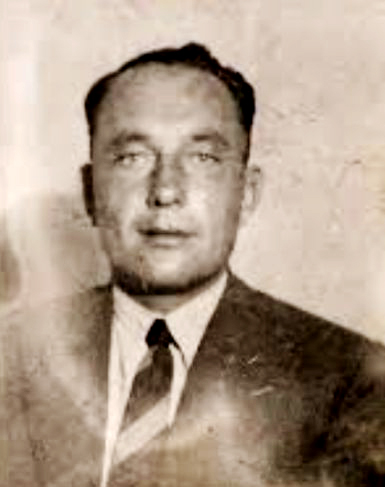
Władysław Łukasiuk ("Młot": "Hammer")
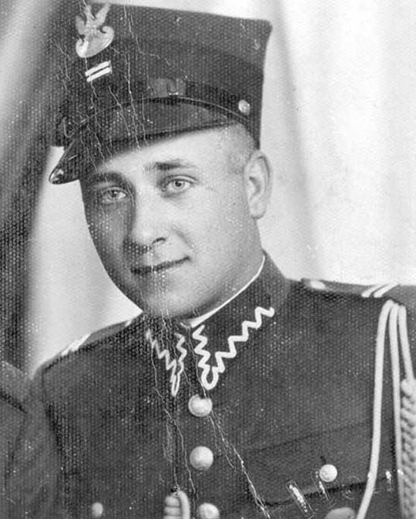
Józef Franczak ("Lalek")
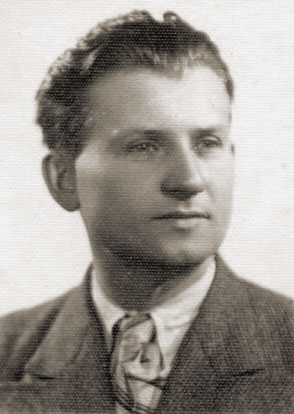
Łukasz Ciepliński ("Ludwik")
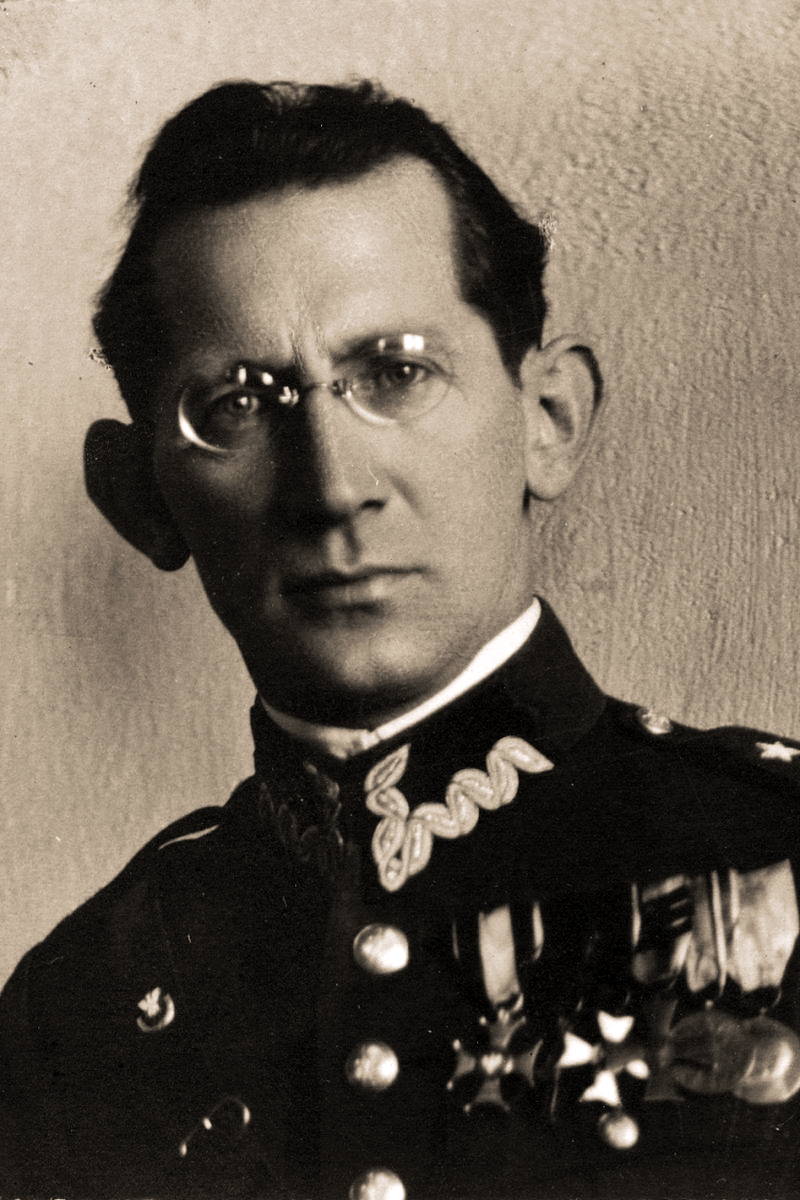
Wacław Lipiński ("Aleksander")
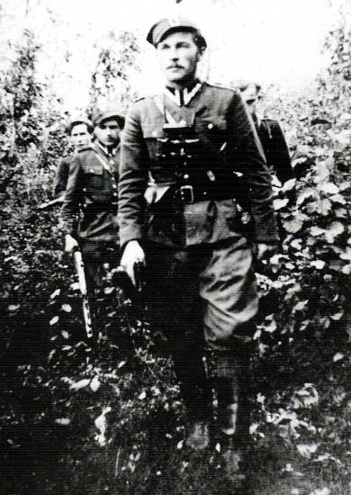
Mieczysław Dziemieszkiewicz ("Rój")

## Referências culturais

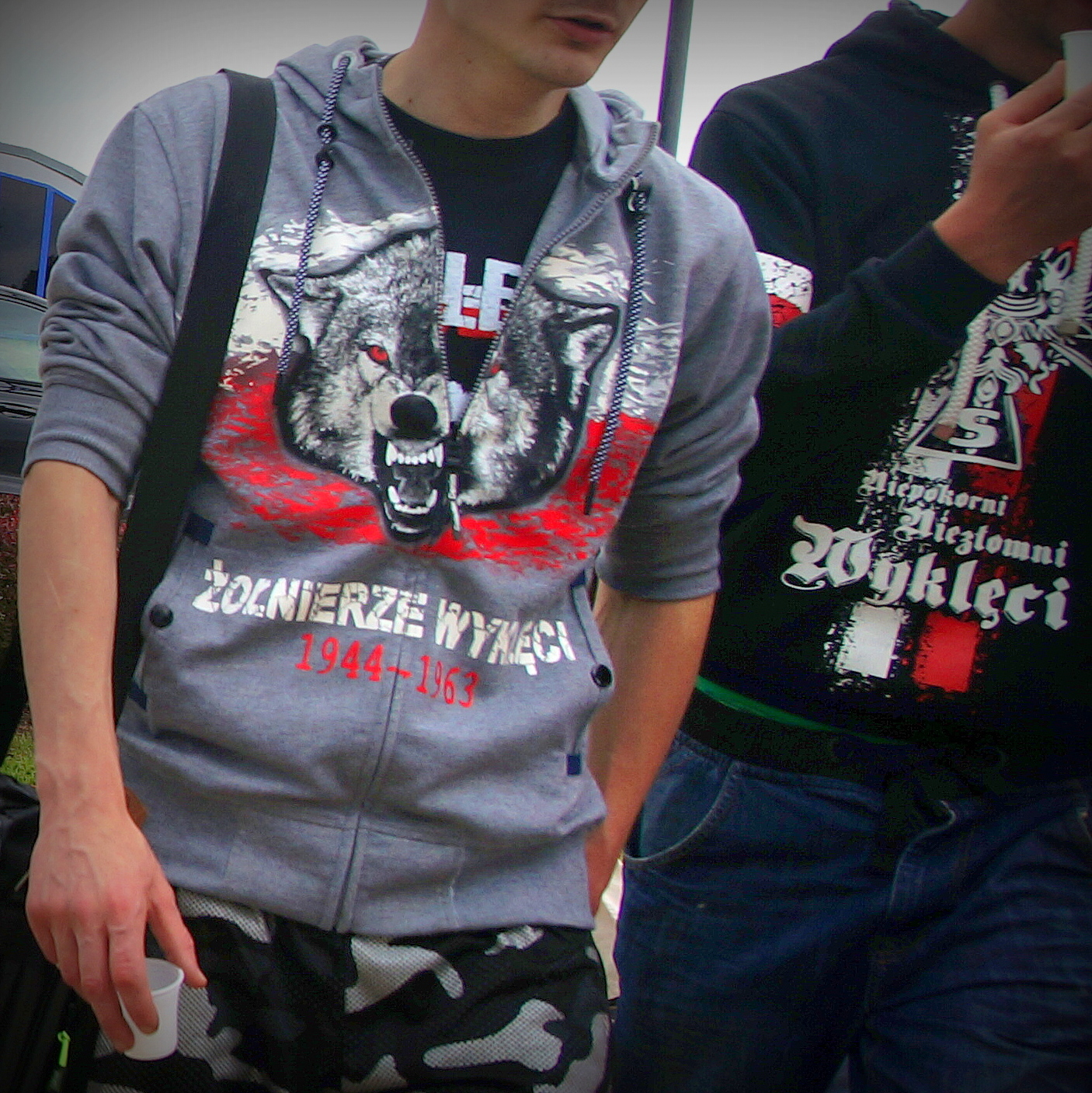
O design gráfico dos "soldados amaldiçoados" em roupas patrióticas